# جيني لي
جيني لي (بالإنجليزية: Jennie Lee)‏ هي ممثلة أمريكية، ولدت في 4 سبتمبر 1848 في الولايات المتحدة، وتوفيت في 5 أغسطس 1925 بهوليوود في الولايات المتحدة.

## أعمال

### أفلام
- (1915) ولادة أمة

## وصلات خارجية
- جيني لي على موقع IMDb (الإنجليزية)
- جيني لي على موقع أول موفي (الإنجليزية)
- جيني لي على موقع قاعدة بيانات برودواي على الإنترنت (الإنجليزية)
- جيني لي على موقع قاعدة بيانات الأفلام السويدية (السويدية)
- جيني لي على موقع قاعدة بيانات الفيلم (الإنجليزية)
- جيني لي على موقع كينوبويسك (الروسية)